# 기적의 해 논문

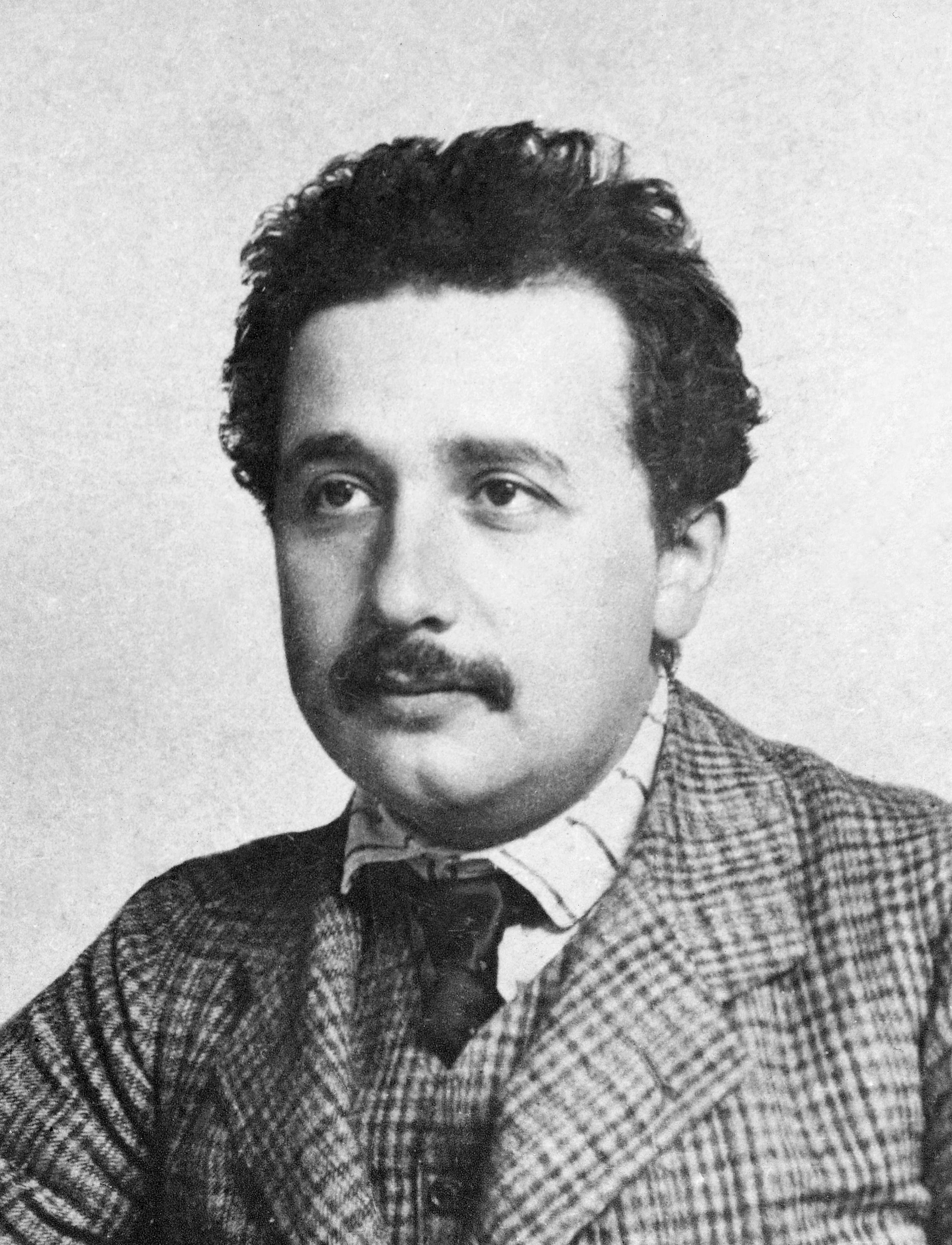
1904년 또는 1905년에 아인슈타인이 기적의 해(Annus Mirabilis) 논문을 썼을 무렵

기적의 해 (Annus mirabilis) 논문 ( "기적의 해"를 뜻하는 라틴어 annus mīrābilis에서 유래)은 알베르트 아인슈타인이 과학 저널인 《물리학 연보》(Annalen der Physik)에 발표한 4편의 논문이다. 이 4편의 논문은 현대 물리학의 기초에 중요한 공헌을 했는데 공간, 시간, 질량 및 에너지의 기본 개념에 대한 과학적 이해에 혁명을 일으켰다. 아인슈타인이 이러한 놀라운 논문들을 1905년 1년 동안에 출판했기 때문에 1905년을 그의 "annus mirabilis" (기적의 해, 독일어로 Wunderjahr)라고 한다.
4편 중 첫 번째 논문은 아인슈타인에게 노벨 물리학상을 수여하기 위한 공적조서에서 언급된 유일한 업적인 광전 효과에 관한 것이다.
두 번째 논문은 브라운 운동을 설명하는데, 원자론을 수용하는데 소극적인 물리학자들이 이 논문에 의하여 원자의 존재를 받아들이게 되었다. 
세 번째 논문은 특수 상대성이론을 소개하는 것이다. 
네 번째 논문에서는 특수 상대성 이론의 결과로 유명한 방정식인 {\displaystyle E=m\cdot c^{2}}로 표현되는 질량-에너지 등가 원리를 정립하고 있는데, 이후에 원자력의 발견과 그 이용으로 이어졌다. 현대 물리학의 기초는 이 4편의 논문과 양자역학 및 아인슈타인에 의하여 나중에 발표된 일반 상대성이론에 의하여 성립하게 된다.

## 배경

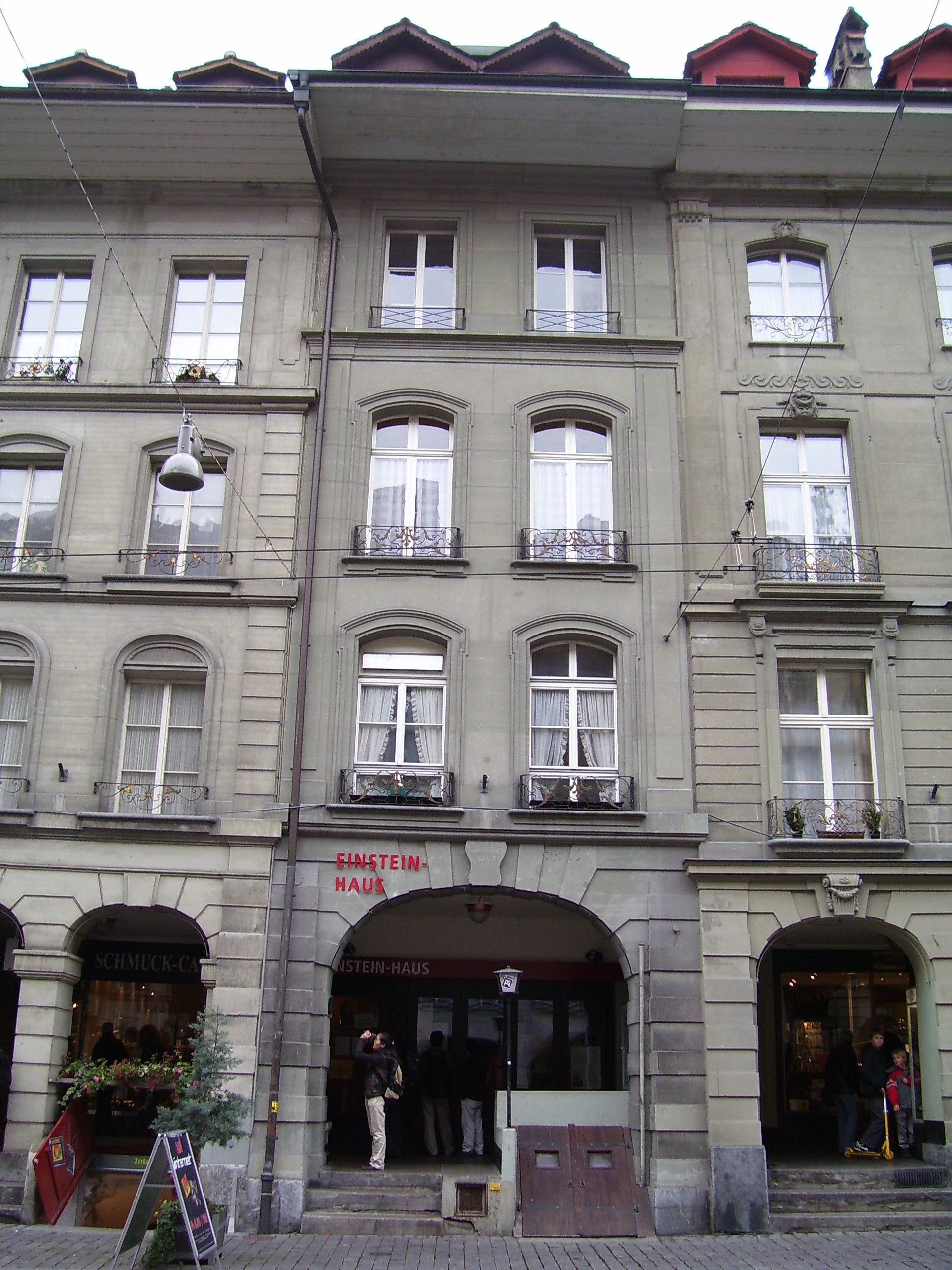
당시 아인슈타인의 거주지였던 베른의 크람가세 거리에 있는 아인슈타인 하우스. 대부분의 논문은 1층에 있는 그의 아파트에서 작성되었다.

논문이 작성 될 당시 아인슈타인은 정기적으로 《물리학 연보》에 대한 리뷰를 읽고 기고했지만 전체 과학 참고 자료에는 쉽게 접근 할 수 없었다. 또한 그의 이론에 관하여 함께 의논 할 수 있는 과학 동료는 거의 없었다. 그는 스위스의 베른에 있는 특허청에서 심사관으로 일했는데 아인슈타인은 나중에 그곳의 동료인 미셸 베소에 대하여 "유럽 어디에서도 나의 아이디어에 대해서 그보다 더 나은 사운딩 보드를 찾을 수 없었다"라고 말했다. 또한 동료들과 자칭 "올림피아 아카데미"(모리스 솔로바인과 콘라드 하비히트)의 다른 멤버들과 그의 아내 밀레바 마리치가 아인슈타인의 작업에 어느 정도 영향을 미쳤다고 생각되지만 그 정도는 불명확하다.
아인슈타인은 4편의 이 논문을 통해 동시대에서 가장 중요한 물리학 문제를 해결했다. 1900년에 켈빈 경은 〈열과 빛의 동적 이론에 대한 19 세기의 구름〉이라는 제목의 강의에서 물리학에서 마이켈슨-몰리 실험의 결과와 흑체 복사에 대한 만족스러운 설명이 없다고 언급했다. 앞에서 소개 된 대로 특수 상대성 이론에 의하여 마이켈슨-몰리 실험의 결과가 설명될 수 있었다. 광전 효과에 대한 아인슈타인의 설명에 의하여 막스 플랑크에 의한 흑체 복사에 대한 성공적인 설명으로부터 발전된 양자 이론이 확장되었다.
그의 명성은 특수 상대성이론과 같은 다른 업적에 의하여 더욱 유명하게 되었지만, 1921년 노벨 물리학상을 수상한 것은 광전효과에 관한 그의 업적에 의한 것이다. 노벨상 위원회에서는 특수 상대성이론이 실험으로 확인되는 것을 인내심을 가지고 기다렸는데 이것이 비로소 확인된 것은 이브즈(Ives)와 스틸웰(Stilwell)(1938년 및 1941년) 및 로씨와 홀(1941년)에 의한 시간지연 실험에서였다.

## 논문

### 광전 효과
광전효과에 관한 "빛의 생산과 변환에 관한 휴리스틱 관점에 관하여"라는 논문은 3월 18일에 접수되어 6월 9일에 발간되었는데 '에너지 양자'에 대한 아이디어를 제안했다. 이 아이디어는 막스 플랑크의 흑체 복사 법칙에 대한 초기 유도에 의하여 그 동기가 부여 되었는데, 여기서 발광 에너지는 양자라고 불리는 이산적인 양으로만 흡수 또는 방출 될 수 있다고 가정하고 있다. 아인슈타인은 이렇게 말한다.
광선이 전파되는 동안 에너지는 지속적으로 증가하는 공간에 지속적으로 분포하지 않으며, 공간의 점 (기하)에 국한되는 유한한 수의, 분할되지 않으면서 이동하고 광자 자체로서만  흡수 또는 생성되는 에너지 양자로 구성된다.(Energy, during the propagation of a ray of light, is not continuously distributed over steadily increasing spaces, but it consists of a finite number of energy quanta localised at points in space, moving without dividing and capable of being absorbed or generated only as entities.)

광전 효과를 설명 할 때 에너지가 이산적인 패킷으로 구성된다는 가설은 아인슈타인이 설명하였듯이 흑체에도 직접 적용할 수 있다.
광자의 개념은 전자기적 행동에 대한 제임스 클러크 맥스웰의 방정식에 의하여 쉽게 유도되는 파동 이론 및 보다 일반적인 물리적 시스템에서 에너지의 무한 분할 가능성에 따른 가정과 모순된다.
물리학자들이 기체 및 상정이 가능한 다른 물체에 대해 형성한 이론적 개념과 소위 빈 공간에서의 전자기 과정에 대한 맥스웰의 이론 사이에는 심오한 형식적 괴리가 있다. 우리는 물체의 상태가 매우 크지만 유한한 수의 원자와 전자의 위치와 속도에 의해 완전히 결정되는 것으로 가정하지만, 연속적인 공간 함수를 사용하여 공간의 전자기 상태를 결정하므로, 공간의 전자기 상태를 완전히 결정하는데 유한한 수량으로 충분하다고 간주 할 수 없다.(A profound formal difference exists between the theoretical concepts that physicists have formed about gases and other ponderable bodies, and Maxwell's theory of electromagnetic processes in so-called empty space. While we consider the state of a body to be completely determined by the positions and velocities of an indeed very large yet finite number of atoms and electrons, we make use of continuous spatial functions to determine the electromagnetic state of a volume of space, so that a finite number of quantities cannot be considered as sufficient for the complete determination of the electromagnetic state of space.)

[... 이것은] 빛의 방출 및 변형 현상에 적용될 때 모순으로 이어진다.([... this] leads to contradictions when applied to the phenomena of emission and transformation of light.)
입사광이 에너지 광자로 구성되어 있다는 견해에 따르면 [...], 빛에 의한 광선의 생성은 다음과 같은 방법으로 생각할 수 있다. 물체의 표면층은 에너지가 전자의 운동 에너지로 적어도 부분적으로 변환되는 에너지 양자에 의해 침투된다. 가장 간단한 개념은 광양자가 전체 에너지를 하나의 전자로 전달한다는 것이다. ...](According to the view that the incident light consists of energy quanta [...], the production of cathode rays by light can be conceived in the following way. The body's surface layer is penetrated by energy quanta whose energy is converted at least partially into kinetic energy of the electrons. The simplest conception is that a light quantum transfers its entire energy to a single electron [...])

아인슈타인은 광전 효과가 빛의 파장과 주파수에 따라 달라진다고 지적했다. 너무 낮은 주파수에서는 강한 빛에 의해서도 전자가 생성되지 않았다. 그러나 특정 주파수에 도달하면 낮은 강도의 빛에 의해서도 전자가 생성되었다. 그는 이것을 빛이 hf에 의해 주어지는 에너지 패킷으로만 방출 될 수 있다는 플랑크 가설과 비교했다. 여기서 h는 플랑크 상수이고 f는 주파수이다. 그런 다음 빛은 에너지가 주파수에 의존하는 패킷으로 이동하므로 특정 주파수 이상의 빛만 전자를 방출하기에 충분한 에너지를 가져올 것이라고 가정했다.
실험을 통하여 광전 효과에 대한 아인슈타인의 방정식이 정확하다는 것이 확인 된 후에도 그의 설명은 보편적으로 받아들여지지는 않았다. 닐스 보어는 1922년 노벨상 수상 연설에서 "광양자 가설은 발광의 본질에 빛을 던질 수 없다"고 말했다.
1921년이 되어 아인슈타인이 노벨상을 수상하고 그의 업적으로 광전 현상이 언급되자 일부 물리학자들은 ({\displaystyle hf=\Phi +E_{k}}) 의 등식이 옳으며 광자가 가능하다는 점을 인정하였다. 1923년 아서 콤프턴의 X선 산란 실험에 의하여 더 넓은 과학계에서 이 공식을 받아들이게 되었다. 광자 이론은 양자역학의 기본 원리인 파동-입자 이중성의 강력한 지표였다. 광전 이론의 완전한 그림은 양자 역학이 성숙한 이후에 실현되었다.

### 브라운 운동
2번째 논문 "Über die von der molekularkinetischen Theorie der Wärme geforderte Bewegung von in ruhenden Flüssigkeiten suspendierten Teilchen"(열 분자 운동 이론에 의해 요구되는 고정 액체에 부유하는 작은 입자의 운동)은 5월 11일에 접수되어 7월 18일에 출판되었는데, 브라운 운동의 확률적 모델을 설명했다.
이 논문에서는 열 분자 운동 이론에 따라서 액체에 현탁된 현미경으로 볼 수 있는 크기의 물체는 열 분자 운동의 결과로 현미경으로 쉽게 관찰 할 수 있는 크기의 운동을 수행하여야 함을 보여줄 것이다. 여기서 논의되는 운동은 소위 브라운 분자 운동과 동일 할 수 있다. 그러나 후자에 대한 데이터가 너무 부정확해서 질문에 대한 판단을 내릴 수 없었다 ...(In this paper it will be shown that, according to the molecular kinetic theory of heat, bodies of a microscopically visible size suspended in liquids must, as a result of thermal molecular motions, perform motions of such magnitudes that they can be easily observed with a microscope. It is possible that the motions to be discussed here are identical with so-called Brownian molecular motion; however, the data available to me on the latter are so imprecise that I could not form a judgment on the question...)

아인슈타인은 입자의 평균제곱 변위에 대한 표현식을 개발했다. 당시 논란의 여지가 있었던 기체의 운동 이론을 사용하여 이 기사는 처음 관찰된 지 수십 년이 지난 후에도 만족스러운 설명이 없었던 브라운 운동이 원자의 실체에 대한 경험적 증거를 제공한다는 것을 입증했다. 또한 당시 논란이 되었던 통계 역학에 대한 신뢰도를 높였다. 이 논문 이전에는 원자가 유용한 개념으로 인식 되긴 했지만, 물리학자와 화학자들은 원자가 실제의 실체인지에 대해 논쟁을 벌였다. 원자 행동에 대한 아인슈타인의 통계적 논의는 실험자들에게 일반 현미경을 통해 원자를 셀 수 있는 방법을 제공했다. 원자론 반대 학파의 수장인 빌헬름 오스트발트와 아르놀트 조머펠트는 나중에 장 바티스트 페랭에 의한 후속의 브라운 운동 실험에 의하여 원자의 존재를 확신하게 되었다고 말했다.

### 특수 상대성 이론
아인슈타인의 기적의 해 3번째 논문인 "Zur Elektrodynamik bewegter Körper"(움직이는 물체의 전기 역학에 관하여),는 6월 30일에 접수되어 9월 26일에 출판되었다. 그것은 빛의 속력에 가까운 역학에 주요 변화를 도입함으로써 전기 및 자기에 대한 맥스웰 방정식을 역학 법칙과 서로 조화롭게 하였다. 이것은 나중에 아인슈타인의 특수 상대성이론으로 알려지게 되었다.
이 논문에서는 다른 다섯 명의 과학자인 아이작 뉴턴, 제임스 클러크 맥스웰, 하인리히 루돌프 헤르츠, 크리스티안 도플러 및 헨드릭 로런츠의 이름만을 언급하고 그외의 출판물에 대한 언급은 없다. 특수 상대성 이론과 상대성 이론에 관한 우선권 분쟁의 역사에서 자세히 설명 된 것처럼 많은 아이디어가 이미 다른 사람들에 의해 발표되었다. 그러나 아인슈타인의 논문은 중력을 제외한 시간, 거리, 질량 및 에너지에 관한 이론으로서 전자기학과 일관성이 있는 이론을 제안하였다.
당시 맥스웰의 방정식을 움직이는 물체에 적용하면 비대칭 ( 움직이는 자석 및 도체 문제)이 발생한다는 점과, 광 매체(즉, 에테르)에 상대적인 지구의 움직임을 관측할 수 없다는 점이 알려져 있었다. 아인슈타인은 이러한 관찰을 설명하기 위해 두 가지 가정을 제시하였다. 첫째, 그는 물리학의 법칙은 모든 비가속 기준 좌표계(관성 기준 좌표계으로 불림)에 대하여 동일하게 유지된다는 상대성의 원리를 역학뿐만 아니라 전자기학 및 광학에서도 적용된다고 가정한다. 두 번째 가정에서 아인슈타인은 빛의 속도가 발광체의 운동 상태에 관계없이 모든 기준 좌표계에서 동일한 값을 갖는다고 제안한다.
따라서 특수 상대성 이론은 매질 (예 : 물 또는 공기)을 필요로 하는 다른 알려진 파동과는 달리 광파에 대한 매질 (즉 에테르)를 감지하지 못한 마이켈슨-몰리 실험의 결과와 일치하는 이론이다. 아인슈타인은 그 실험에 대해 알지 못하였을 수 있지만, 다음과 같이 말하였다.
이런 종류의 사례(움직이는 자석과 전도체 문제)는 "광 매체"에 대한 지구의 상대적인 운동을 발견하려는 시도가 실패한 것과 함께, 전기 역학의 현상은 역학의 현상과 함께 절대적 정지의 개념에 해당하는 속성을 가지고 있지 않다는 점을 시시한다.(Examples of this sort, together with the unsuccessful attempts to discover any motion of the earth relatively to the "light medium", suggest that the phenomena of electrodynamics as well as of mechanics possess no properties corresponding to the idea of absolute rest.)

빛의 속도는 고정되어 있으므로 관찰자의 움직임과 관련이 없다. 아이작 뉴턴의 고전역학에서는 불가능하다. 아인슈타인은 다음과 같이 주장한다.
역학의 방정식이 유효한 모든 기준 프레임에서 동일한 전기 역학과 광학 법칙이  유효하다. 우리는 이 추측 (이하 "상대성 원리"라고 부름)을 가설의 지위로 끌어 올릴 것이고, 또 다른 가설,  즉 그 빛은 발광체의 운동 상태의 독립적 변수인 명확한 속도  'c' 로 항상 빈 공간에서 전파된다는 가설을 도입할 것이다. 이 두 가지 가설은 고정체에 대한 맥스웰의 이론을 기반으로, 움직이는 물체의 전기 역학에 대한 간단하고 일관된 이론을 달성하기에 충분하다. "광 에테르"의 도입은, 여기에서 개발되는 관점이 특별한 특성을 제공하는 "절대적으로 고정 된 공간"을 필요로 하지 않고, 전자기 과정이 일어나는 빈 공간의 지점에 속도 벡터를 할당하지도 않는다는 점에서 불필요하다는 것이 증명될 것이다.(the same laws of electrodynamics and optics will be valid for all frames of reference for which the equations of mechanics hold good. We will raise this conjecture (the purport of which will hereafter be called the "Principle of Relativity") to the status of a postulate, and also introduce another postulate, which is only apparently irreconcilable with the former, namely, that light is always propagated in empty space with a definite velocity c which is independent of the state of motion of the emitting body. These two postulates suffice for the attainment of a simple and consistent theory of the electrodynamics of moving bodies based on Maxwell's theory for stationary bodies. The introduction of a "luminiferous ether" will prove to be superfluous in as much as the view here to be developed will not require an "absolutely stationary space" provided with special properties, nor assign a velocity-vector to a point of the empty space in which electromagnetic processes take place.)
 

이 이론[…]은 모든 전기 역학과 마찬가지로 강체의 운동학에 기반을두고 있는데 이는 그러한 이론의 주장은 강체 사이의 관계( 좌표계 ), 시계, 및   전자기 과정과 관련이 있기 때문이다. 움직이는 물체의 전기 역학이 현재 직면하는 어려움의 근원에는 이러한 상황에 대한 불충분한 고려가 있다.(The theory […] is based—like all electrodynamics—on the kinematics of the rigid body, since the assertions of any such theory have to do with the relationships between rigid bodies (systems of co-ordinates), clocks, and electromagnetic processes. Insufficient consideration of this circumstance lies at the root of the difficulties which the electrodynamics of moving bodies at present encounters.)

종전 1889년에 조지 피츠제럴드와 1892년 헨드릭 로런츠는 서로 독립적으로 움직이는 물체가 움직이는 방향으로 수축이 되면 마이켈슨-몰리 실험의 결과를 설명 할 수 있다고 제안하였다. 논문의 핵심 방정식인 로런츠 변환 중 일부는, 로런츠의 1904년 논문을 발전시킨 조지프 라모어 (1897, 1900), 헨드릭 로런츠 (1895, 1899, 1904) 및 앙리 푸앵카레 (1905)에 의하여 발표되었다. 아인슈타인의 발표는 피츠제럴드, 라르모르(Larmor), 로런츠의 설명과는 달랐지만 푸앵카레(1905)의 공식화와 많은 면에서 유사했다.
그의 설명은 두 가지 공리에서 비롯된다. 첫 번째는 자연의 법칙이 서로에 대해 일정한 속도로 움직이는 모든 관찰자에게 동일해야 한다는 갈릴레오 갈릴레이의 생각이다. 아인슈타인은 이렇게 썼다.
물리계의 상태가 변화를 겪는 법칙은, 이러한 상태 변화가 균일 한 병진 운동에 있는 두개의 좌표 시스템 중 어느 것을 참조하든 영향을 받지 않는다.(The laws by which the states of physical systems undergo change are not affected, whether these changes of state be referred to the one or the other of two systems of co-ordinates in uniform translatory motion.)

두 번째 공리는 모든 관찰자에게 빛의 속력이 동일하다는 규칙이다.
광선이 고정된 물체에 의하여 또는 움직이는 물체에 의하여 방출되는지의 여부에 관계없이 모든 광선은 "정지"된 좌표계에서 결정되어 있는 속도 "c"로 이동한다.(Any ray of light moves in the "stationary" system of co-ordinates with the determined velocity c, whether the ray be emitted by a stationary or by a moving body.)

이제 특수 상대성이론 불리는 이 이론은 모든 관찰자가 동등하다고 간주하는 그의 후속하는 일반 상대성이론과 구별된다. 특수 상대성 이론은 1905년에 "발견 되기에 충분히 숙성되었다"는 아인슈타인의 발언을 확인하면서 놀랍도록 빠르게 널리 받아 들여졌다. 아인슈타인은 자신의 아이디어를 조기에 전파하는 과정에서 막스 플랑크의 역할을 인정하면서 1913년에 다음과 같이 썼다. "이 이론이 동료들로부터 너무 빨리 받은 관심은 대부분 플랑크의 단호함과 따뜻함에 기인 한 것이다. 또한 1907년의 헤르만 민코프스키에 의한 개선된 수학적 공식화는 이 이론이 받아들여지는 데 영향을 미쳤다. 또한 가장 중요한 것은 이 이론이 계속해서 증가하는 확증적인 실험적 증거에 의해 뒷받침된다는 것이다.

### 질량 에너지 등가
11월 21일(9월 27일 접수)에는 4번째 논문 "Ist die Trägheit eines Körpers von seinem Energieinhalt abhängig?"(물체의 관성은 에너지 양에 의존하는가?)가 출간되었는데 여기서 아인슈타인은 모든 방정식 중에서 가장 유명한 것으로 알려져 있는 E = mc2 식을 유도하였다.
아인슈타인은 등가 방정식이 가장 중요하다고 생각했는데 그 이유는 거대한 입자가 고전적인 운동 에너지와 위치 에너지와 다른 에너지인 "정지 에너지"를 가지고 있음을 보여주기 때문이다. 이 논문은 제임스 클러크 맥스웰과 하인리히 루돌프 헤르츠의 연구 및 상대성의 공리에 기초하고 있는데, 아인슈타인은 아래와 같이 말한다.
종전 검토의 결과는 여기에서 추론 할 매우 흥미로운 결론으로 이어진다.(The results of the previous investigation lead to a very interesting conclusion, which is here to be deduced.)
종전의 검토는 "공간의 전자기 에너지에 관한 맥스웰 표현과 함께 빈 공간에 대한 맥스웰-헤르츠의 방정식에 기초하고 있다.(The previous investigation was based "on the Maxwell–Hertz equations for empty space, together with the Maxwellian expression for the electromagnetic energy of space ...")
물리적 계의 상태를 변경시키는 법칙은, 이러한 상태 변경이 참조하는, 서로에 대하여 일정하게 평행 이동하는 두개의 서로 다른 좌표계에 대하여 독립적이다(상대성 원리).(The laws by which the states of physical systems alter are independent of the alternative, to which of two systems of coordinates, in uniform motion of parallel translation relatively to each other, these alterations of state are referred (principle of relativity).)

나아가 아인슈타인은 움직이는 물체의 질량(m)이 '방사 에너지'(L)/ '광속(c)의 제곱'만큼 감소함을, 다시 말하면 정지된 물체의 에너지 ( E )가 질량 ( m ) x 빛의 속도 ( c )의 제곱 즉 E = mc2임을 보여준다.
물체가 방사광 형태로  L 에너지를 방출하면 질량은  L / c  2 만큼 감소한다. 물체에서 빠져 나온 에너지가 복사 에너지가 된다는 사실은 분명히 차이가 없으므로 우리는 다음과 같은 보다 일반적인 결론에 이르게 된다.(If a body gives off the energy L in the form of radiation, its mass diminishes by L/c2. The fact that the energy withdrawn from the body becomes energy of radiation evidently makes no difference, so that we are led to the more general conclusion that)
물체의 질량은 에너지 함량의 척도이다. 에너지가  L만큼 변하면, 질량은 마찬가지로  L / (9 × 10  20 )만큼 변하게 되는데 여기서 에너지는 erg 단위로 질량은 그램 단위로 측정된다.(The mass of a body is a measure of its energy-content; if the energy changes by L, the mass changes in the same sense by L/(9 × 1020), the energy being measured in ergs, and the mass in grammes.) 
[...]
이 이론이 사실과 일치하면 복사는 복사체로부터 흡수체 사이에 관성을 전달한다.(If the theory corresponds to the facts, radiation conveys inertia between the emitting and absorbing bodies.)

질량-에너지 등가는 핵반응에 의해 방출되거나 소비되는 에너지의 양을 예측하는 데 사용될 수 있다. 즉 모든 성분의 질량과 모든 결과물의 질량을 측정하고 그 차이에 단순히 c2 을 곱한다. 결과는 일반적으로 빛이나 열의 형태로 방출, 소비되는 에너지의 양을 나타낸다. 이 방정식은 에너지로 변환되는 질량의 양이 무시될 수 있는 화학 폭발물 연소에 의한 에너지 양의 수백만 배나 되는 엄청난 양의 에너지가 특정한 핵 반응에서 방출 될 것임을 보여 준다. 이것은 핵무기와 원자로가 어떻게 엄청난 양의 에너지를 방출하는지에 대하여, 핵분열과 핵융합 과정에서 결합 에너지를 방출하여 아원자 질량의 일부를 에너지로 변환하기 때문이라는 것을 보여준다.

## 기념
IUPAP (International Union of Pure and Applied Physics)에서는 아인슈타인의 광범위한 연구가 이루어진 1905년으로부터 100년이 되는 2005년을 '세계 물리학의 해 2005'로 기념하기로 결정했는데 이것은 UN에 의해 승인되었다.

## 참고 자료

### 1차 자료
1. ↑  Einstein, Albert (1905). “Über einen die Erzeugung und Verwandlung des Lichtes betreffenden heuristischen Gesichtspunkt” [On a Heuristic Point of View about the Creation and Conversion of Light] (PDF). 《Annalen der Physik》 (독일어) 17 (6): 132–148. Bibcode:1905AnP...322..132E. doi:10.1002/andp.19053220607. 2014년 8월 22일에 원본 문서 (PDF)에서 보존된 문서. 2017년 1월 15일에 확인함.
English translations:
  - Einstein, Albert. “On a Heuristic Point of View about the Creation and Conversion of Light” (PDF). 번역 Dirk ter Haar.
  - Einstein, Albert. “On a Heuristic Point of View about the Creation and Conversion of Light”. 번역 Wikisource.
2. ↑  Einstein, Albert (1905). “Über die von der molekularkinetischen Theorie der Wärme geforderte Bewegung von in ruhenden Flüssigkeiten suspendierten Teilchen” [Investigations on the theory of Brownian Movement] (PDF). 《Annalen der Physik》 (독일어) 322 (8): 549–560. Bibcode:1905AnP...322..549E. doi:10.1002/andp.19053220806. 2007년 7월 18일에 원본 문서 (PDF)에서 보존된 문서. 2017년 1월 15일에 확인함.
English translation:
  - Einstein, Albert. “Investigations on the theory of Brownian Movement” (PDF). 번역 A. D. Cowper. 2022년 10월 9일에 원본 문서 (PDF)에서 보존된 문서. 2021년 6월 18일에 확인함.
3. ↑  Einstein, Albert (1905년 6월 30일). “Zur Elektrodynamik bewegter Körper” [On the Electrodynamics of Moving Bodies] (PDF). 《Annalen der Physik》 (독일어) 17 (10): 891–921. Bibcode:1905AnP...322..891E. doi:10.1002/andp.19053221004. 2020년 9월 20일에 원본 문서 (PDF)에서 보존된 문서. 2017년 1월 15일에 확인함. See also a digitized version at Wikilivres:Zur Elektrodynamik bewegter Körper.
English translations:
  - Einstein, Albert (1923). “The Principle of Relativity”. 번역 George Barker Jeffery; Wilfrid Perrett. London: Methuen and Company, Ltd.
  - Einstein, Albert (1920). “The Principle of Relativity: Original Papers by A. Einstein and H. Minkowski”. 번역 Megh Nad Saha. University of Calcutta. 1–34쪽.
4. ↑  Einstein, Albert (1905). “Ist die Trägheit eines Körpers von seinem Energieinhalt abhängig?” [Does the Inertia of a Body Depend Upon Its Energy Content?] (PDF). 《Annalen der Physik》 (독일어) 18 (13): 639–641. Bibcode:1905AnP...323..639E. doi:10.1002/andp.19053231314. 2009년 12월 11일에 원본 문서 (PDF)에서 보존된 문서. 2017년 1월 15일에 확인함.
English translations:
  - Einstein, Albert (1923). “The Principle of Relativity”. 번역 George Barker Jeffery; Wilfrid Perrett. London: Methuen and Company, Ltd.

### 2차 자료
- Gribbin, John, and Gribbin, Mary. Annus Mirabilis: 1905, Albert Einstein, and the Theory of Relativity, Chamberlain Bros., 2005. ISBN 1-59609-144-4. (Includes DVD.)
- Renn, Jürgen, and Dieter Hoffmann, "1905—a miraculous year". 2005 J. Phys. B: At. Mol. Opt. Phys. 38 S437-S448 (Max Planck Institute for the History of Science) [Issue 9 (14 May 2005)]. doi:10.1088/0953-4075/38/9/001.
- Stachel, John, et al., Einstein's Miraculous Year. Princeton University Press, 1998. ISBN 0-691-05938-1.